# Open international de baseball de Rouen 2010
Navigation
Édition précédente Édition suivante
L'Open international de baseball de Rouen 2010 est la deuxième édition de cette compétition internationale de baseball créée par le Rouen Baseball 76. Elle se déroule du 13 au 18 juillet sur le Terrain Pierre Rolland à Rouen (Seine-Maritime). 
L'Open est remporté par l'Équipe de France, devant la sélection All-Stars du Championnat de France Élite, une sélection de Saint-Martin prenant la troisième place. 
Dans la foulée de l'événement, l'Équipe de France senior participe au Championnat d'Europe de baseball 2010 en Allemagne et termine à la 6e place, alors que les juniors prennent la 11e place du Championnat du monde junior au Canada, signant par ailleurs la première victoire d'une équipe française en compétition internationale.

## Participants
3 équipes participent à l'édition:
- France:
  - Équipe de France
  - Sélection All-Stars Élite
  - Saint-Martin

Cette édition est moins populaire que celle de 2009 en raison du non-engagement de nombreuses équipes pressenties (problèmes de financement majoritairement) mais cruciale pour la France dans l'optique des compétitions internationales qui suivent l'Open. La 3e édition en 2011 devrait rassembler entre 6 et 8 équipes.

## Formule
La compétition se déroule sous forme d'une poule unique où chaque équipe affronte les deux autres quatre fois. Il n'y a pas de finale.

## Poule
| Équipe                    | Pays                |
| ------------------------- | ------------------- |
| Équipe de France          | France              |
| Saint-Martin              | France              |
| Sélection All-Stars Élite | Toutes nationalités |

## Matchs
| Date       | Heure | Recevant     | Visiteur     | Score  |
| ---------- | ----- | ------------ | ------------ | ------ |
| 13 juillet | 16.00 | France       | Saint-Martin | 6 - 4  |
| 13 juillet | 19.00 | All-Stars    | France       | 2 - 1  |
| 14 juillet | 13.00 | All-Stars    | Saint-Martin | 8 - 5  |
| 14 juillet | 17.00 | All-Stars    | France       | 1 - 0  |
| 15 juillet | 13.00 | Saint-Martin | All-Stars    | 2 - 8  |
| 15 juillet | 17.00 | Saint-Martin | France       | 1 - 0  |
| 16 juillet | 13.00 | France       | All-Stars    | 1 - 0  |
| 16 juillet | 17.00 | France       | Saint-Martin | 11 - 0 |
| 17 juillet | 09.00 | Saint-Martin | All-Stars    | 2 - 1  |
| 17 juillet | 13.00 | France       | All-Stars    | 5 - 2  |
| 18 juillet | 13.00 | All-Stars    | Saint-Martin | 17 - 0 |
| 18 juillet | 17.00 | France       | Saint-Martin | 1 - 0  |

## Classement final
| Pl. | Équipe          | J | V | D | %     |
| --- | --------------- | - | - | - | ----- |
| 1   | France          | 8 | 5 | 3 | 0,625 |
| 2   | All-Stars Élite | 8 | 5 | 3 | 0,625 |
| 3   | Saint-Martin    | 8 | 2 | 6 | 0,250 |

## Récompenses
Voici les récompenses attribuées,,:
- MVP : Jordan Pennington, All-Stars Élite (Barracudas de Montpellier).
- Meilleur lanceur:  Justin Fry, All-Stars Élite (Cougars de Montigny).
- Meilleur frappeur: Stanton Hoover, All-Stars Élite (Barracudas de Montpellier).

En marge de la compétition, un Home Run Contest est organisé le samedi 25 juillet à 17h. Le principe est assez simple: chaque joueur doit frapper le plus de Coups de circuit en un nombre fixe de balles lancées. C'est David Gauthier qui s'impose avec 7 home-runs.
En outre, deux matchs du Championnat de France de Nationale 1 2010 opposant la réserve des Huskies de Rouen aux Seagulls de Cherbourg ont lieu samedi soir et dimanche matin. Les deux équipes partagent (3-6 et 3-2).

## Médias
Sur internet, la compétition est suivie par le site du club, le BAF et le site européen Mister Baseball.